# Lippia
Lippia es un género de plantas con flores con 176 especies pertenecientes a la familia de las verbenáceas.
Es nativo de las regiones tropicales y subtropicales de África y Sudamérica.

## Especies seleccionadas
- Lippia abyssinica (Otto y A.Dietr.) Cufod., 1969
- Lippia acuminata C.Wright ex Griseb., 1866
- Lippia acutidens Mart. y Schauer, 1847
- Lippia alba (Mill.) N.E.Br. ex Britton y P.Wilson, 1925
- Lippia americana L., 1753
- Lippia brasiliensis (Link) T.R.S.Silva, 2002
- Lippia dulcis Trevir., 1826
- Lippia hirsuta L.f., 1782 - murte de Cuba[2]
- Lippia mexicana G.L.Nesom, 1995
- Lippia origanoides Kunth, 1818 - orégano de México, té de Tehuacán, té de Venezuela.[2]
- Lippia turbinata Griseb., 1874 - poleo, poleo de monte
- Lippia umbellata Cav., 1793 - salvia de México, salvia poblana.[2]

## Taxonomía
El género fue descrito por Carlos Linneo y publicado en Species Plantarum 2: 633, en 1753.

#### Etimología
Lippia: nombre genérico otorgado en honor del médico, botánico y colector de plantas francés Augustin Lippi (1678 – 1705), quién murió asesinado en la ciudad de Sennar en el Nilo Azul (actual Sudán), durante una expedición en Abisinia.